# Viva Las Vengeance Tour
Viva Las Vengeane Tour（ヴィヴァ・ラス・ヴェンジャンス・ツアー）は、アメリカ合衆国のポップ・ロック・バンドであるパニック!アット・ザ・ディスコが2022年から2023年にかけて開催したアルバム『ヴィヴァ・ラス・ヴェンジャンス』の発売に伴うコンサート・ツアー。ツアーは2022年9月8日のオースティン公演から始まり、2023年3月10日のマンチェスター公演で締めくくられた。
ツアー最終日の2023年3月10日をもってパニック!アット・ザ・ディスコが解散したことにより、本ツアーが最後のツアーとなっている。

## 経緯
2022年6月1日、同年8月19日にアルバム『ヴィヴァ・ラス・ヴェンジャンス』を発売することと、本ツアーの開催が発表された。ツアーのプロデュースはライブ・ネイションが手がけ、ツアーにはビーチ・バニー、ジェイク・ウェズリー・ロジャースマリーナ、リトル・イメージ（2022年）、フレッチャー（2023年）が同行した。
アメリカとカナダで12月7日20時、日本とロンドンで同月8日19時、シドニーで同日21時にオンライン・コンサート『Everybody Needs A Place To Go』として、シカゴ公演の模様が配信された。
2023年1月24日、フロントマンのブレンドン・ユーリーが第1子の誕生に伴い、家族に集中するために本ツアーをもってパニック!アット・ザ・ディスコを解散することを発表。
ツアーで生じた収益はユーリーが設立したHighes Hopes Foundationに寄付されたほか、チケットの売上から1ドルが慈善団体に寄付され、Everytown for Gun Safety、SisterSong、GLSENの間で分配された。

## 評価
2023年3月7日のO2アリーナでのロンドン公演のレビューを手がけた『The Upcoming』のキャサリン・パリーは「忘れられない夜であり、ポップ・ロックの帝王にとってふさわしいお別れ会」と評した。イギリスの日刊紙『The i Paper』のジョー・ゴギンスは、「パニック!アット・ザ・ディスコの最後のショーは、機械的で奇妙にも郷愁のないものだった」とし、「かつて大げさな演劇にたくさん金を使っていたバンドにとって、このツアーは棺桶のない葬式のようだと少し感じた」と評した。

## 演奏
※出典
- ブレンドン・ユーリー – ボーカル、ギター、ピアノ
- マイク・ネイラン – ギター
- ニコル・ロウ – ベース
- ダン・パウロヴィッチ – ドラム
- クリス・バウティスタ – トランペット
- エルム・ナヴァロ – トロンボーン
- ジェシー・モロイ – サクソフォーン
- キアラ・アナ・ペリコ – ヴィオラ
- リー・メッツラー – チェロ
- ミシェル・シン – ヴァイオリン
- ジェイク・シンクレア – ギター
- マイク・ヴァイオラ – ギター
- レイチェル・ホワイト – ギター

## セットリスト
以下、2023年2月20日のオーストラリアのウィーン公演でのセットリストを記す。
1. セイ・アーメン（サタデー・ナイト）
2. ヘイ・ルック・マ、アイ・メイド・イット
3. あまり良い思いさせないで!
4. ディス・イズ・ゴスペル
5. ミス・ジャクソン
6. 裸の王様
7. ヴィヴァ・ラス・ヴェンジャンス
8. ミドル・オブ・ア・ブレイクアップ
9. ドント・レット・ザ・ライト・ゴー・アウト
10. ローカル・ゴッド
11. スター・スパングルド・バンガー
12. ゴッド・キルド・ロック・アンド・ロール
13. セイ・イット・ラウダー
14. シュガー・ソウカー
15. サムシング・アバウト・マギー
16. サッド・クラウン
17. オール・バイ・ユアセルフ
18. ドゥ・イット・トゥ・デス
19. ガールズ/ガールズ/ボーイズ
20. ハウス・オブ・メモリーズ
21. ナイン・イン・ジ・アフターヌーン
22. ある独身男の死
23. アイ・ライト・シンズ・ノット・トラジェディーズ
24. ビクトリアス
25. ハイ・ホープス

備考
- 2022年9月8日のオースティン公演のみ「イントゥ・ジ・アンノウン」も演奏された。
- 9月14日のセントポール公演では演奏中にステージ上で小規模の火災が発生し、スタッフが消火活動を行うなかで演奏が続けられた。

## ツアー日程
| 日付     | 都市               | 国             | 会場                             | オープニング・アクト                            |
| -------- | ------------------ | -------------- | -------------------------------- | ----------------------------------------------- |
| 9月8日   | オースティン       | アメリカ合衆国 | ムーディー・センター             | ビーチ・バニー ジェイク・ウェズリー・ロジャース |
| 9月10日  | ヒューストン       | アメリカ合衆国 | トヨタ・センター                 | ビーチ・バニー ジェイク・ウェズリー・ロジャース |
| 9月11日  | フォートワース     | アメリカ合衆国 | ディッキーズ・アリーナ           | ビーチ・バニー ジェイク・ウェズリー・ロジャース |
| 9月13日  | カンザスシティ     | アメリカ合衆国 | T-モバイル・センター             | ビーチ・バニー ジェイク・ウェズリー・ロジャース |
| 9月14日  | セントポール       | アメリカ合衆国 | エクセル・エネルギー・センター   | ビーチ・バニー ジェイク・ウェズリー・ロジャース |
| 9月20日  | デトロイト         | アメリカ合衆国 | リトル・シーザーズ・アリーナ     | マリーナ ジェイク・ウェズリー・ロジャース       |
| 9月21日  | コロンバス         | アメリカ合衆国 | ネイションワイド・アリーナ       | マリーナ ジェイク・ウェズリー・ロジャース       |
| 9月23日  | ニューヨーク       | アメリカ合衆国 | マディソン・スクエア・ガーデン   | マリーナ ジェイク・ウェズリー・ロジャース       |
| 9月28日  | ボストン           | アメリカ合衆国 | TDガーデン                       | マリーナ ジェイク・ウェズリー・ロジャース       |
| 9月30日  | フィラデルフィア   | アメリカ合衆国 | ウェルズ・ファーゴ・センター     | マリーナ ジェイク・ウェズリー・ロジャース       |
| 10月1日  | ワシントンD.C.     | アメリカ合衆国 | キャピタル・ワン・アリーナ       | マリーナ ジェイク・ウェズリー・ロジャース       |
| 10月2日  | ローリー           | アメリカ合衆国 | PNCアリーナ                      | マリーナ ジェイク・ウェズリー・ロジャース       |
| 10月4日  | サンライズ         | アメリカ合衆国 | FLAライブ・アリーナ              | マリーナ ジェイク・ウェズリー・ロジャース       |
| 10月5日  | タンパ             | アメリカ合衆国 | アマリー・アリーナ               | マリーナ ジェイク・ウェズリー・ロジャース       |
| 10月7日  | ダルース           | アメリカ合衆国 | ガス・サウス・アリーナ           | マリーナ ジェイク・ウェズリー・ロジャース       |
| 10月8日  | ナッシュビル       | アメリカ合衆国 | ブリヂストン・アリーナ           | マリーナ ジェイク・ウェズリー・ロジャース       |
| 10月9日  | セントルイス       | アメリカ合衆国 | エンタープライズ・センター       | マリーナ リトル・イメージ                       |
| 10月11日 | デンバー           | アメリカ合衆国 | ボール・アリーナ                 | マリーナ ジェイク・ウェズリー・ロジャース       |
| 10月13日 | ソルトレイクシティ | アメリカ合衆国 | ヴィヴィント・アリーナ           | マリーナ ジェイク・ウェズリー・ロジャース       |
| 10月15日 | ポートランド       | アメリカ合衆国 | モダ・センター                   | マリーナ ジェイク・ウェズリー・ロジャース       |
| 10月16日 | シアトル           | アメリカ合衆国 | クライメット・プレッジ・アリーナ | マリーナ リトル・イメージ                       |
| 10月19日 | イングルウッド     | アメリカ合衆国 | キア・フォーラム                 | マリーナ ジェイク・ウェズリー・ロジャース       |
| 10月21日 | ラスベガス         | アメリカ合衆国 | T-モバイル・アリーナ             | マリーナ ジェイク・ウェズリー・ロジャース       |
| 10月23日 | フェニックス       | アメリカ合衆国 | フットプリント・センター         | マリーナ ジェイク・ウェズリー・ロジャース       |
| 10月25日 | サンフランシスコ   | アメリカ合衆国 | チェイス・センター               | マリーナ ジェイク・ウェズリー・ロジャース       |
| 10月28日 | シカゴ             | アメリカ合衆国 | ユナイテッド・センター           | マリーナ ジェイク・ウェズリー・ロジャース       |

| 日付    | 都市             | 国             | 会場                       | オープニング・アクト |
| ------- | ---------------- | -------------- | -------------------------- | -------------------- |
| 2月20日 | ウィーン         | オーストラリア | ヴィーナー・シュタットハレ | フレッチャー         |
| 2月21日 | ミュンヘン       | ドイツ         | オリンピアハレ             | フレッチャー         |
| 2月23日 | ハンブルク       | ドイツ         | バークレイズ・アリーナ     | フレッチャー         |
| 2月24日 | ケルン           | ドイツ         | ランクセス・アレーナ       | フレッチャー         |
| 2月25日 | ロッテルダム     | オランダ       | アホイ・ロッテルダム       | フレッチャー         |
| 2月28日 | アントウェルペン | ベルギー       | スポーツパレス             | フレッチャー         |
| 3月1日  | パリ             | フランス       | アコー・アレナ             | フレッチャー         |
| 3月3日  | グラスゴー       | スコットランド | OVO Hydro                  | フレッチャー         |
| 3月4日  | バーミンガム     | イングランド   | ウティリタ・アリーナ       | フレッチャー         |
| 3月6日  | ロンドン         | イングランド   | O2アリーナ                 | フレッチャー         |
| 3月7日  | ロンドン         | イングランド   | O2アリーナ                 | フレッチャー         |
| 3月10日 | マンチェスター   | イングランド   | AOアリーナ                 | フレッチャー         |

備考
- 2022年9月16日にはファイサーブ・フォーラムでのミルウォーキー公演が予定されていたが、新型コロナウイルス感染症の影響により中止となった。
- 同年9月25日にスコシアバンク・アリーナで予定されていたトロント公演と9月27日にベル・センターで予定されていたモントリオール公演もそれぞれ中止となった（理由は不明）。